# Кёнигсмарк, Ганс Кристоф фон
Граф (с 1651) Ганс Кристоф фон Кёнигсмарк (швед. Hans Christoph Graf von Königsmarck; 4 мая 1600 — 8 марта 1663, Стокгольм) — германский военачальник, шведский фельдмаршал (1655), участник Тридцатилетней войны.

## Биография
Представитель бранденбургского дворянского рода, начал службу в годы Тридцатилетней войны в армии Императора, отличился в Италии (1628).
Когда в 1630 году шведский король Густав II Адольф высадился в Германии, перешёл на его службу в чине майора. Отличился при Ольдендорфе (1633) и Гильдсгейме (1634). С 1636 года — полковник, нанес поражение имперцам при Родкирхе, затем длительное время действовал в Вестфалии.
С 1640 года — генерал-майор, в 1641 году сражался при Вольфенбюттеле, в 1642 году сопровождал Леннарта Торстенссона в Силезию, сражался при Швейднице и Брейтенфельде, был ранен. Когда Торстенссон ушёл в Богемию, остался командовать в Средней Германии, блокировал Магдебург, очистил от имперцев Померанию. В 1644 году, когда началась война с Данией, занял герцогства Бремен и Верден. Сражался затем в Саксонии, сделан генерал-лейтенантом.
С 1646 года — генерал кавалерии, в 1648 году соединился во Франции с графом Карлом Густавом Врангелем и участвовал в сражении при Цусмарсхаузене 17 мая 1648 года, после чего вторгся в Богемию и осадил Прагу.
Закончил войну в чине фельдмаршал-лейтенанта (был первым в Швеции, кто получил это звание), после заключения мира (в октябре 1648 года) остался генерал-губернатором Бремена и Вердена, в 1651 году получил титул графа.
В 1654 году командовал войсками в войне против Бремена (Первая бременская война) и принудил город к покорности, в 1655 году получил патент шведского фельдмаршала.
В войне против Речи Посполитой участвовал в осаде Данцига (1656), попал в плен. Освобожден только после Оливского мира (1660).